# Endococcus exerrans
Endococcus exerrans är en lavart som beskrevs av Nyl. 1879. Endococcus exerrans ingår i släktet Endococcus, klassen Dothideomycetes, divisionen sporsäcksvampar och riket svampar.  Arten är reproducerande i Sverige. Inga underarter finns listade i Catalogue of Life.